# Energy (Drake)
Energy è un singolo del rapper canadese Drake pubblicato il 10 luglio 2015.

## Video musicale
Il video musicale è stato pubblicato sul canale ufficiale del rapper.

## Tracce
1. Energy – 2:58